# 쿠파 (마리오)
쿠파(일본어: クッパ) 또는 바우저(영어: Bowser)는 마리오 시리즈에 등장하는 캐릭터이다. 주로 피치 공주를 납치해 가며, 마리오와는 적대 관계이다. 일부 게임 (마리오 카트, 마리오와 소닉 시리즈 등)에서는 플레이 가능한 캐릭터로 등장한다.
설정상 신장 3m 체중 1200kg이다.
이름의 유래는 한국어의 국밥으로, 미야모토 시게루는 인터뷰에서 이 악당의 이름을 한국 음식 중 하나로 할 생각이며 ‘국밥·비빔밥·육회’ 중 하나로 정하려고 했다고 밝혔다. 하지만, 미야모토 본인은 불고기를 국밥으로 잘못 알고 있었다고 밝혀, 쿠파의 모티브는 '불고기'였다는 것이 밝혀졌다.
황소의 머리를 한 거북이의 모습이며 등껍질에는 뿔이 돋아나 있다.
2013년에는 마리오와 함께 "역사상 가장 위대한 게임 악당"으로 기네스 세계 기록에 인정되어 이름을 나란히 하게 되었다.
2018년 2월 14일 공개된 뉴 슈퍼 마리오브라더스 U 디럭스의 아이템인 슈퍼크라운이 발표되자, 말레이시아의 어느 유저가 "쿠파도 저 왕관을 쓰면 피치 공주와 비슷한 외모가 되지 않을까"라는 발상을 토대로 4컷 만화를 그렸고, 이 것이 유행하면서 쿠파공주라는 밈이 등장하였다.